# Maximilian Felzmann
Maximilian Felzmann (* 22. April 1894 in Zwittau, Mähren; † 8. Juni 1962 in Seefeld in Tirol) war ein österreichischer, später deutscher Offizier, zuletzt General der Artillerie im Zweiten Weltkrieg.

## Leben
Maximilian Felzmann trat am 18. August 1913 in das Heer der Österreich-Ungarischen Monarchie als Fähnrich in das Festungs-Artillerie-Bataillon 5 in Trient  ein. Nach Ausbruch des Ersten Weltkrieges wurde er am 1. August 1914 zum Leutnant befördert und war ab 5. September 1914 Kommandant der Feldhaubitz-Batterie 3 dieses Bataillons. Ab Dezember 1915 war er vorübergehend bis Ende Februar 1916 Adjutant der Sperrgruppe Flitsch, im 1. Februar 1916 erfolgte die Beförderung zum Oberleutnant. Im Juni 1916 wurde er in das schwere Artillerie-Regiment 34 versetzt und diente dort bis Ende Januar 1918, nur kurzzeitig war er im Februar 1917 zum Infanterie-Regiment 29 als Kompaniekommandant (Erprobung für den Höheren Dienst) kommandiert. Im Februar 1918 wurde er zum Ersatzkader des schweren Artillerie-Regiments 9 versetzt und erlebte dort das Kriegsende.
Nach dem Ende des Krieges wurde er zunächst zum V. Volkswehr-Bataillon in Oberhollabrunn eingeteilt, am 18. Juni 1920 in das österreichische Bundesheer übernommen. Er diente dort zunächst bis 31. August 1930 in der Brigade-Artillerie-Abteilung 3, sodann in der Brigade-Artillerie-Abteilung 6, aus dem 1936 das leichte Artillerieregiment 6 gebildet wurde. Am 1. Januar 1921 wurde er zum Hauptmann, am 26. September 1930 zum Major befördert.
In die Wehrmacht übernommen, wurde er ab 1. April 1938 Kommandeur der II. Abteilung / leichtes Artillerie-Regiment 6 (Hall), später Gebirgs-Artillerie-Regiment 111. Vom Gebirgs-Artillerie-Regiment 111 kam Felzmann zum Artillerie-Regiment 51 (Fulda) und war hier 1939 im Regimentsstab. Am 20. April 1939 wurde er (mit Rangdienstalter vom 1. März 1938) zum Oberstleutnant befördert. Als solcher wurde er am 26. August 1939 zum Kommandeur des neu aufgestellten Artillerie-Regiments 251 der 251. Infanterie-Division. Im Februar 1941 erhielt er die Beförderung zum Oberst. Im November 1942 wurde er Artilleriekommandeur (Arko) 130 beim XXVII. Armeekorps.
Ab 10. März 1943 bis zur Neuaufstellung Mitte November 1943 war er, im April 1943 von Oberst Eugen König vertreten, Kommandeur der 251. Infanterie-Division. In dieser Position erhielt er im Juni 1943 den Dienstgrad des Generalmajors. Aus der 251. Infanterie-Division wurde wegen starker Verluste am 2. November 1943 zusammen mit den Resten der 86. und 117. Infanterie-Division eine neue Infanterie-Division aufgestellt, die die Bezeichnung Korps-Abteilung „E“ erhielt. und unter die Führung von Felzmann gestellt wurde (auch Gruppe Felzmann genannt). Im Dezember 1943 wurde Felzmann zum Generalleutnant befördert. Im Rahmen des Zusammenbruches der Heeresgruppe Mitte wurde auch die Korpsabteilung E zerschlagen.
Sodann war General Felzmann vom 29. August 1944 bis 21. September 1944 mit der Führung des XXXXVI. Panzerkorps beauftragt. Vom 26. Oktober 1944 bis 14. April 1945 führte Felzmann, ab 1. Januar 1945 General der Artillerie, als Kommandierender General das XXVII. Armeekorps, u. a. während der Rückzugskämpfe in Ostpreußen. Anschließend war er noch vom 15. April 1945 bis Kriegsende Befehlshaber des Wehrkreises V (Stuttgart). Ab 8. Mai 1945 war er in amerikanischer Kriegsgefangenschaft, aus der er am 25. Juni 1947 entlassen wurde. Danach war Felzmann gezwungen, sich seinen Lebensunterhalt als Vorzimmer-Empfang eines Arztes in Seefeld in Tirol verdienen.

## Auszeichnungen
- Eisernes Kreuz (1939) II. und I. Klasse
- Deutsches Kreuz in Gold am 29. Januar 1942
- Ritterkreuz des Eisernen Kreuzes mit Eichenlaub[9]
  - Ritterkreuz am 28. November 1943
  - Eichenlaub am 3. November 1944 (643. Verleihung)

## Trivia, Anekdotisches
Anfang August 1941. Die 251. Infanterie-Division befand sich in harten Kämpfen am Fluss Lowat. Artillerieunterstützung war dringend erforderlich, der Divisionskommandeur Generalleutnant Kratzert  griff zum Feldtelephon und ließ sich mit seinem Artilleriekommandeur, dem damaligen Oberst Felzmann, verbinden: "Wann sind Sie denn endlich am Lowat?!" (starkes Rauschen in der Leitung). Felzmann, die Ruhe selbst: "No, hearn S' net, wia scho' 's Wasser rauscht?"
Felzmann war von gewaltiger Leibesfülle, galt als der Wehrmacht dickster General. Irgendwann 1943 gelang es zwei jüngeren Offizieren, einer Hose ihres Divisionskommandeurs habhaft zu werden: der eine schlüpfte ins rechte, der andere ins linke Hosenbein, und so "marschierten" sie durch das Zimmer der zum Stabsgebäude umfunktionierten russischen Bauernkate.
Felzmann entstammte der Artillerie und war durch diese Waffe geprägt. Wenn er starken Artillerieeinsatz befahl, geschah dies mit den Worten: "Jetzt werden wir's ihnen amol hineindividier'n".